# مرد دوچهره (فیلم ۱۳۴۶)
مرد دوچهره فیلمی به کارگردانی و نویسندگی رضا بیک ایمانوردی محصول سال ۱۳۴۶ است.

## داستان
چنگیز از زندان می‌گریزد. گروهی تبهکار به رهبری جمشید که به دنبال او هستند، به خانه برادرش رضا می‌روند…

## بازیگران
- رضا بیک ایمانوردی
- عبداله بوتیمار
- جمشید مهرداد
- علی زندی
- فرانک میرقهاری
- یداله شیراندامی
- حسین اشراق